# Томасівський процес

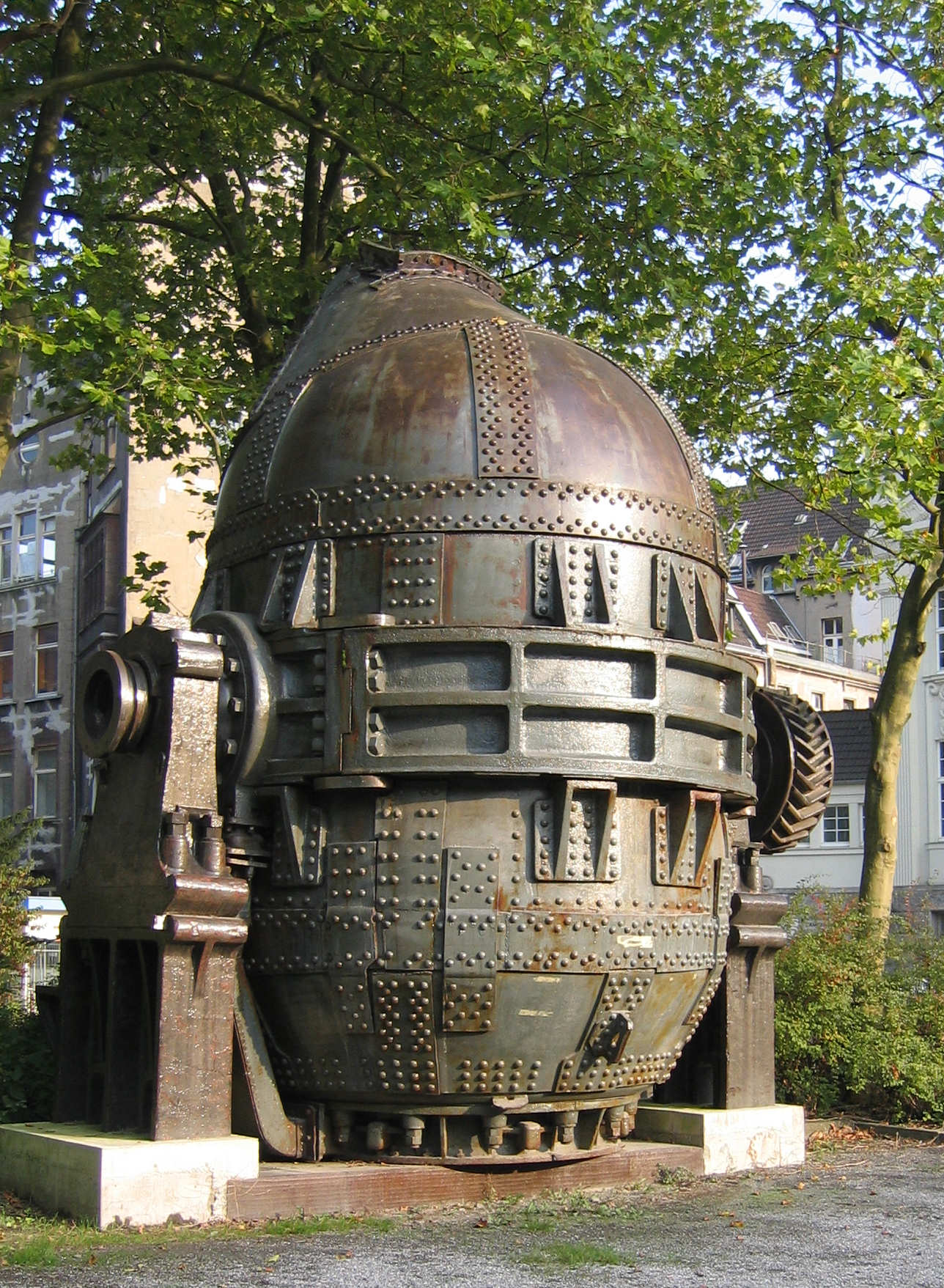
Томасівський конвертер.

Томасівський процес, або томасування чавуну — процес виробництва сталі з переробного чавуну з високим вмістом фосфору (до 2,2 %) продуванням крізь рідкий чавун атмосферного повітря чи повітря, збагаченого киснем, або суміші кисню з вуглекислим газом чи водяною парою. Один з видів конвертерного виробництва, тобто переробки рідкого чавуну на сталь без витрати палива. Процес було розроблено Сідні Джілкрістом Томасом 1878 року. Чавун, призначений для переробки томасівським способом називається томасівським чавуном, сталь, отримана цим способом, має назву томасівська сталь. Під час процесу утворюється шлак з великим вмістом фосфору — томасшлак, що є фосфорним добривом.
Наприкінці 19 століття томасівським процесом виплавлялося 25 % всієї виробленої у світі сталі. До кінця 70-х років ХХ століття томасівський процес був майже витеснений киснево-конвертерним виробництвом у зв'язку з підвищеними вимогами до якості сталі.

## Історія
Томасівський процес виник як варіант бесемерівського процесу для переробки чавунів з великим вмістом фосфору, які неможливо було переробляти у бесемерівських конвертерах. Перші дослідні плавки у промислових масштабах були проведені Сідні Джілкрістом Томасом за допомоги його двоюрідного брата Персі Джілкріста на Блайневонському металургійному заводі в Уельсі. Перший патент С. Томас отримав 1878 року. Найбільше розповсюдження спосіб отримав спочатку в Німеччині, що мала великі запаси лотаринзьких високофосфристих руд, та у Бельгії і Люксембурзі. У Російській імперії томасівський процес було запроваджено у 80-х роках ХІХ століття на Таганрозькому, Керченському й Маріупольському заводах, де переплавляли керченські руди. Наприкінці ХІХ століття томасівська сталь становила приблизно 25 % всієї виплавленої у світі сталі, посідаючи друге місце після бесемерівської сталі. Однак більший вміст азоту і фосфору ніж у мартенівській сталі обумовили більшу крихкість і холодноламкість томасівської сталі, що обумовило з часом обмеженість її використання порівняно з мартенівською сталлю і на початку ХХ століття томасівський процес поступився за об'ємом виробництва мартенівському процесу. В подальшому частка томасівського процесу продовжувала зменьшуватися.
У 50-х роках ХХ століття були розроблені нові варіанти томасівського процесу, що дозволяли отримувати сталь з зниженим вмістом азоту. Використовували продувку повітрям, збагаченим киснем, паракисневою сумішшю, сумішшю кисню і вуглекислого газу. Однак, до середини 70-х років ХХ століття томасівський процес був майже повністю витіснений киснево-конвертерним виробництвом. 1974 року доля томасівської сталі у світі становила лише 2 %. В СССР у другій половині ХХ століття томасівського виробництва не було.

## Процес

Зміни у хімічному складі домішок у металі під час томасівського процесу.

Хід томасівського процесу визначається головним чином складом томасівського чавуну, що містить на відміну від інших видів переробного чавуну, багато фосфору. Томасівський конвертер має таку саму будову, як і бесемерівський, але є трохи більшим за розміром. Найголовніша відзнака між конвертерами полягає у тому, що на відміну від бесемерівського конвертера з його кислою динасовою футеровкою, томасівський конвертер має основну футеровку, наприклад з обпаленого доломіту. Основна футерівка дозволяє завантажувати у конвертер вапно (12–15 % від маси металу) для ошлакування фосфору — переведення його з чавуну у шлак. У конвертер з кислою футерівкою додавати вапно не можна через те, що вона руйнувала би її.
Після завантаження у конвертер вапна у нього заливають рідкий чавун з температурою 1120–1250 °C, перевертають конвертер у вертикальне положення й починають продування. На початку продування окислюються кремній, марганець, і частково залізо, вуглець і фосфор. Продування металу проводять до вмісту 0,05 % вуглецю, бо тільки на кінець окислення вуглецю починається інтенсивне окислення фосфору, який окислюють до 0,04–0,05 %. Сірка вигорає лише наприкінці процесу і тільки частково. Томасівський процес відбувається з виділенням великої кількості тепла, тому під час його проведення метал часто доводиться охолоджувати додаванням руди, окалини, скрапу. Наприкінці плавки метал розкислюють і навуглецьовують коксом, графітом, термоантрацитом або деревним вугіллям. Вихід металу становить 85–89 %, вихід шлаку — 18–20 % від маси металу. Залежно від ємкості конвертеру, що становить 18–70 т, тривалість продування становить 16–22 хвилини, тривалість всієї плавки — 25–40 хвилин.